# サバククロコブラ

サバククロコブラ（学名：Walterinnesia aegyptia）は、爬虫綱有鱗目コブラ科サバクコブラ属に属するヘビ。サバクコブラ属に属するのは、本種のみである。

## 分布
エジプト、イスラエル、レバノン、シリア、ヨルダン、イラク、イラン、クウェート、サウジアラビアなどの中東諸国に分布する。

## 特徴
平均全長0.5m、最大全長1.8m。色は黒で、猛毒。
夜行性で、トカゲやヤモリ、カエルや他のヘビを食べる。